# 白虎隊 (劇画)
『白虎隊』（びゃっこたい）は、1986年末の日本テレビのドラマ『白虎隊』の脚本を書いた杉山義法の原作、小島剛夕の作画により、日本テレビから発行された劇画である。
会津藩、白虎隊の士中二番隊の飯森山での集団自刃を中心に話が構成されており、テレビドラマとほぼ同じストーリ展開になっている。会津藩士井上丘隅の視点から会津戦争を見ており、井上丘隅が賊軍の汚名を受けたまま死んでいった白虎隊の少年たちのことを嘆くところから始まり、戦後に井上たち会津藩の生き残りが斗南藩へ集団移住するところで話が終わる。
2013年、小池書院より復刊した（「花の白虎隊」他、小島剛夕の「幕末秘話」シリーズも収録）。

## 登場人物
- 井上丘隅 - 会津藩士

## あらすじ
最初に会津戦争で士中二番隊が潰走して飯盛山に着いたところで、城が炎上していると誤解して、嘆き悲しんでいるシーンから始まる。
桜田門外の変の2年後、1862年（文久2年）に会津藩主松平容保が京都守護職に任命された。筆頭家老の西郷頼母は必死に反対するが、容保が引き受ける。容保は会津中将として会津藩兵約1000人を連れて京都守護職を行う。京都で新撰組らを使い、維新の志士たちを弾圧した。これが原因で、会津は新政府軍より徹底的に攻撃を受けることになる。

## 書誌情報
- 日本テレビ版　1986年12月発売　ISBN 978-4820386476
- 小池書院版　2013年2月15日発売　ISBN 978-4862258939